# Tích Thiện
Tích Thiện là một xã cũ thuộc huyện Trà Ôn, tỉnh Vĩnh Long, Việt Nam.

## Địa lý
Xã Tích Thiện nằm ở phía tây nam huyện Trà Ôn, có vị trí địa lý:
- Phía đông giáp xã Vĩnh Xuân
- Phía tây giáp tỉnh Trà Vinh và xã Lục Sĩ Thành
- Phía nam giáp tỉnh Trà Vinh
- Phía bắc giáp xã Thiện Mỹ.

Xã Tích Thiện có diện tích 18,75 km², dân số năm 2000 là 9.466 người, mật độ dân số đạt 550 người/km².

## Hành chính
Xã Tích Thiện được chia thành 6 ấp: Cây Gòn, Tích Khánh, Tích Lộc, Tích Phú, Tích Phước, Tích Qưới.

## Lịch sử
Ngày 6 tháng 12 năm 2019, Hội đồng Nhân dân tỉnh Vĩnh Long ban hành Nghị quyết 228/NQ-HĐND về việc:
- Sáp nhập một phần ấp Tích Phước vào toàn bộ ấp Tích Khánh
- Sáp nhập toàn bộ ấp Mương Điều vào một phần ấp Tích Phước
- Sáp nhập một phần ấp Phú Quới vào toàn bộ ấp Tích Quới
- Sáp nhập một phần ấp Phú Quới vào toàn bộ ấp Tích Phú.